# 加丁格拉杰
加丁格拉杰（Gadhinglaj），是印度马哈拉施特拉邦Kolhapur县的一个城镇。总人口25356（2001年）。

## 人口
该地2001年总人口25356人，其中男性13019人，女性12337人；0—6岁人口2671人，其中男1396人，女1275人；识字率77.93%，其中男性为83.55%，女性为72.00%。